# 36994 Pugel
36994 Pugel è un asteroide della fascia principale. Scoperto nel 2000, presenta un'orbita caratterizzata da un semiasse maggiore pari a 2,646553 UA e da un'eccentricità di 0,163135, inclinata di 12,158081° rispetto all'eclittica. Ha un diametro di 4,285 km.